# Ignazio De Blasi
Ignazio De Blasi (Alcamo, 7 aprile 1717 – Alcamo, 1º settembre 1783) è stato uno storico italiano.
Fu il primo studioso e storico a scrivere, documentandola, una storia della città di Alcamo.

## Biografia
Di nobili origini, nacque nel 1717 ad Alcamo da Benedetto De Blasi, notaio, e da Francesca Puglisi; nel 1741 conseguì la laurea in Diritto e Legge  presso l'università di Catania, e il 19 aprile 1746 sposò Angela Manfrè, da cui ebbe la figlia Maria Anna.
È morto, sempre ad Alcamo, nel 1783  e  fu sepolto nella chiesa di san Francesco d'Assisi in Alcamo.
Il suo desiderio di realizzare la sua opera storica così impegnativa iniziò nel 1746, quando fu ammesso a fare parte del gruppo alcamese dell’accademia del Buon Gusto, nonostante gli incarichi che teneva sia nell'amministrazione municipale che in quella di diverse opere pie, e l’insegnamento pubblico nelle scuole del collegio dei Gesuiti, che era stato abolito, e l’insegnamento privato di ambedue le leggi.

### Opera
L'opera completa di Ignazio De Blasi è raccolta in un volume di 1990 pagine dal titolo: Discorso storico della opulenta città di Alcamo situata a piè del Monte Bonifato, e dell'antichissima città di Longarico ossia Lacarico, dopo detta Alcamo, su di esso monte.
De Blasi consultò le memorie di tre sacerdoti alcamesi: Cammarata, Zappante e Cossentino; passò in rassegna tutte le scritture degli archivi delle parrocchie, dell’archivio giuratorio (=comunale) e di quello dei notari defunti, del quale era conservatore il padre; e
così, grazie alla sua instancabile operosità, completò un volume di 1900 pagine.
Sin dalla dedica che dalla prefazione del volume appare evidente che l’autore credeva di avere con esso mantenuto appieno il suo arduo impegno; il manoscritto è, in pratica, un’ordinata raccolta di notizie, divise in 48 capitoli, sullo stemma, il monte e i fiumi viciniori, l’origine, i dominii, il territorio, le chiese, i monasteri, i conventi e tutti gli istituti pii, gli uomini illustri, i privikegi e altre cose memorabili della città.
Attorno al 1780, il De Blasi fece perfino una prima descrizione del sito archeologico sul Bonifato, riferendo delle notizie su due iscrizioni latine (probabilmente di provenienza dubbia), e una moneta araba.
Nonostante le inesattezze e ipotesi inaccettabili, alcune ripetizioni e una forma carente, è un lavoro importantissimo, sia per la ricchezza sull’argomento, che per l'abbondanza dei documenti che contiene come: i privilegi, le gabelle, le consuetudini e altre antiche scritture tratte dal Libro Rosso e dagli atti della corte giuratoria (=amministrazione comunale): entrambi oggi non più esistenti, a causa dell'incendio durante i moti rivoluzionari che ebbero luogo nel 1820 in molte città della Sicilia.
Questa opera rappresenta un patrimonio storico unico perché è un manoscritto;  è il più importante e ricco lavoro storico esistente sulla città di Alcamo, in quanto molte delle fonti (che erano presenti dell'archivio municipale cittadino), utilizzato dal De Blasi, sono andate perdute.
Nel corso del tempo molti studiosi e storici alcamesi hanno fatto riferimento alla sua opera, che risulta basilare, in quanto riporta molte notizie sulla fondazione di edifici religiosi e istituzioni, fra cui le Confraternite, presenti nella città di Alcamo.

### Manoscritto
Il manoscritto, quasi tutto autografo, rimase per 17 anni in potere delle eredi, cioè la sua vedova, Angela Manfrè, e la figlia, ma nel 1800  esse lo cedettero per l’archivio giuratorio alcamese, ricevendo in cambio dal comune un assegno vitalizio di 20 onze annue ciascuna.
Questo provvedimento, approvato da amministratori attenti e riconoscenti, ha  assicurato alla città di Alcamo un’opera di grande valore e importanza, e beneficiando allo stesso tempo i familiari del De Blasi.
Il volume, consegnato provvisoriamente, con atto pubblico del 23 ottobre 1800 presso il notaio Giovanni Coppola, al procuratore del Comune dottor Antonio Mangione perché se ne usufruisse in una causa contro il regio Demanio, venne poi depositato nell’archivio dei giurati, che ne fecero fare una copia, rimasta però senza gli ultimi cinque capitoli.
Sia il manoscritto originale che la copia incompleta oggi si trovano nella Biblioteca Comunale "Sebastiano Bagolino"; nel 1875 il Consiglio Comunale deliberò che l’opera del De Blasi fosse pubblicata a spese del comune.